# Mainau
Mainau – wyspa na Jeziorze Bodeńskim, w jego północno-zachodniej części (odnoga Überlinger See), o powierzchni 0,44 km². Leży w granicach administracyjnych miasta Konstancji. Jest atrakcją turystyczną, znaną ze znajdujących się tam ogrodów (tzw. wyspa kwiatów). Ciepły, wilgotny mikroklimat panujący na wyspie, umożliwia uprawę egzotycznych roślin.
Od 1928 wyspa należy do szwedzkiej rodziny królewskiej.
W roku 1932 książę Szwecji, hrabia Lennart Bernadotte, pozbawiony praw do dziedziczenia tronu po zawarciu nierównego stanem małżeństwa z Karin Emmą Louise Nissvandt zamieszkał na wyspie, aż do śmierci w 2004. To jemu w dużym stopniu przypisuje się rozwinięcie ogrodów i parków. 
Wyspę Mainau rocznie odwiedza ponad 1 milion turystów.

## Galeria

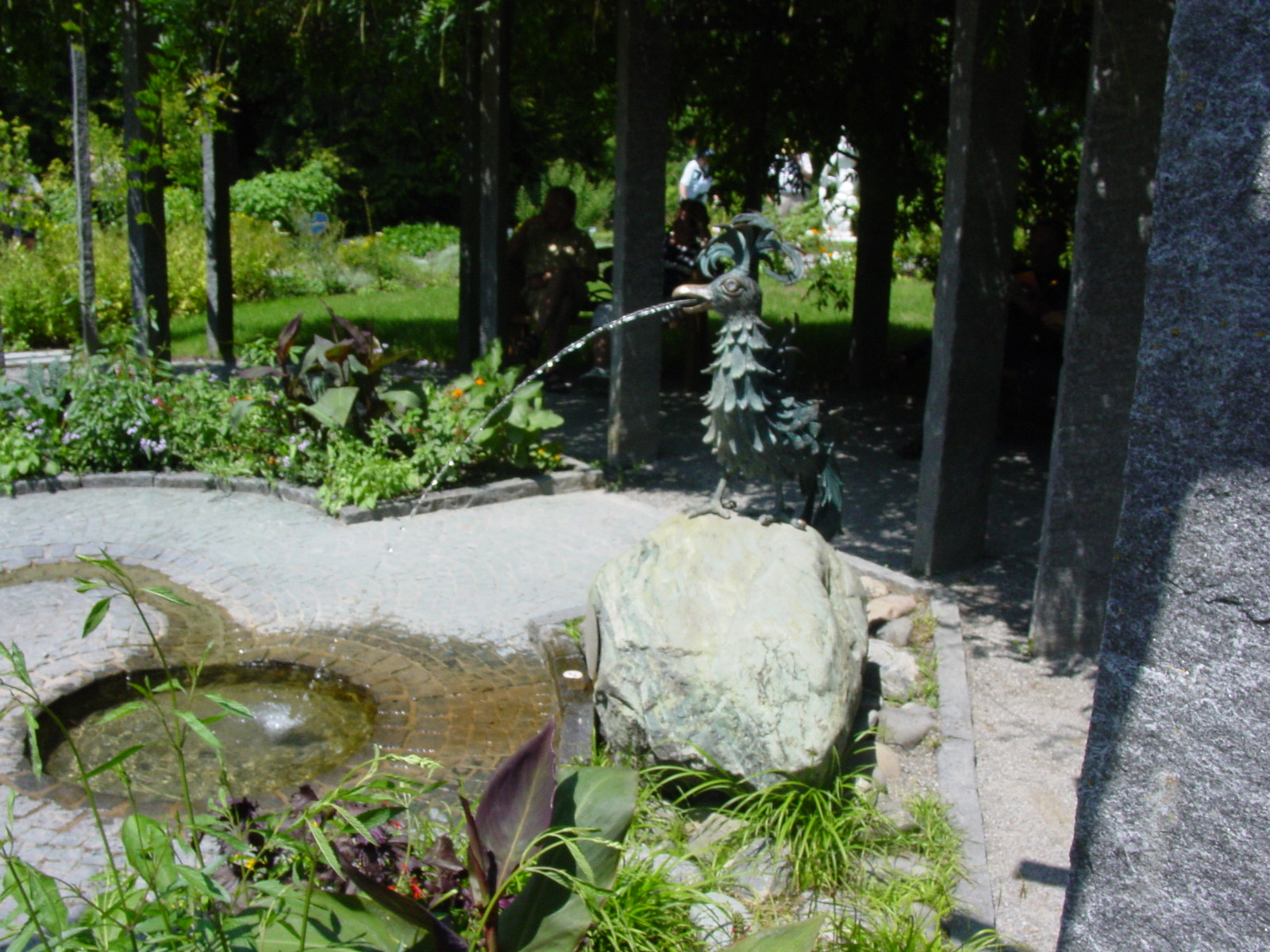
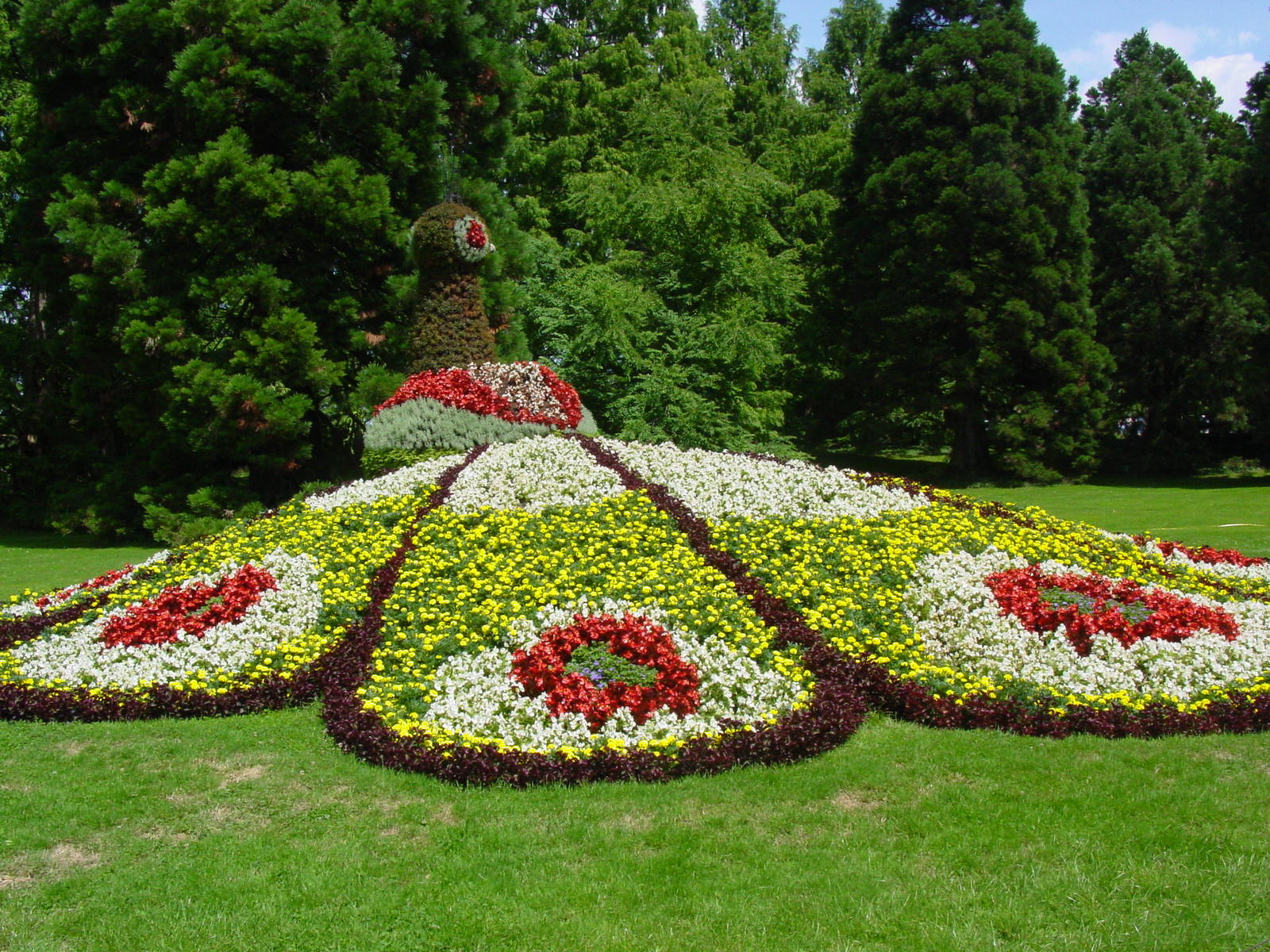
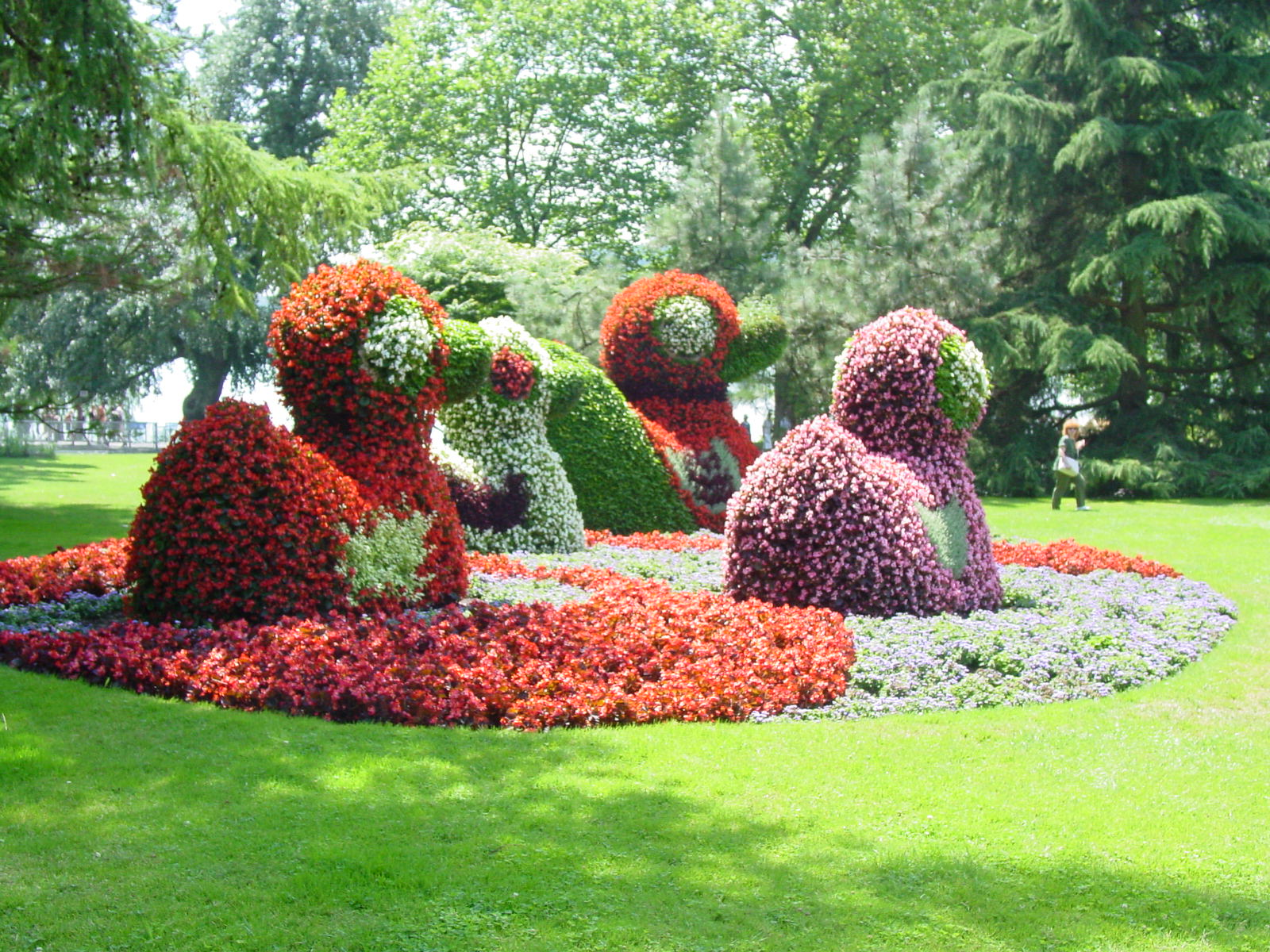
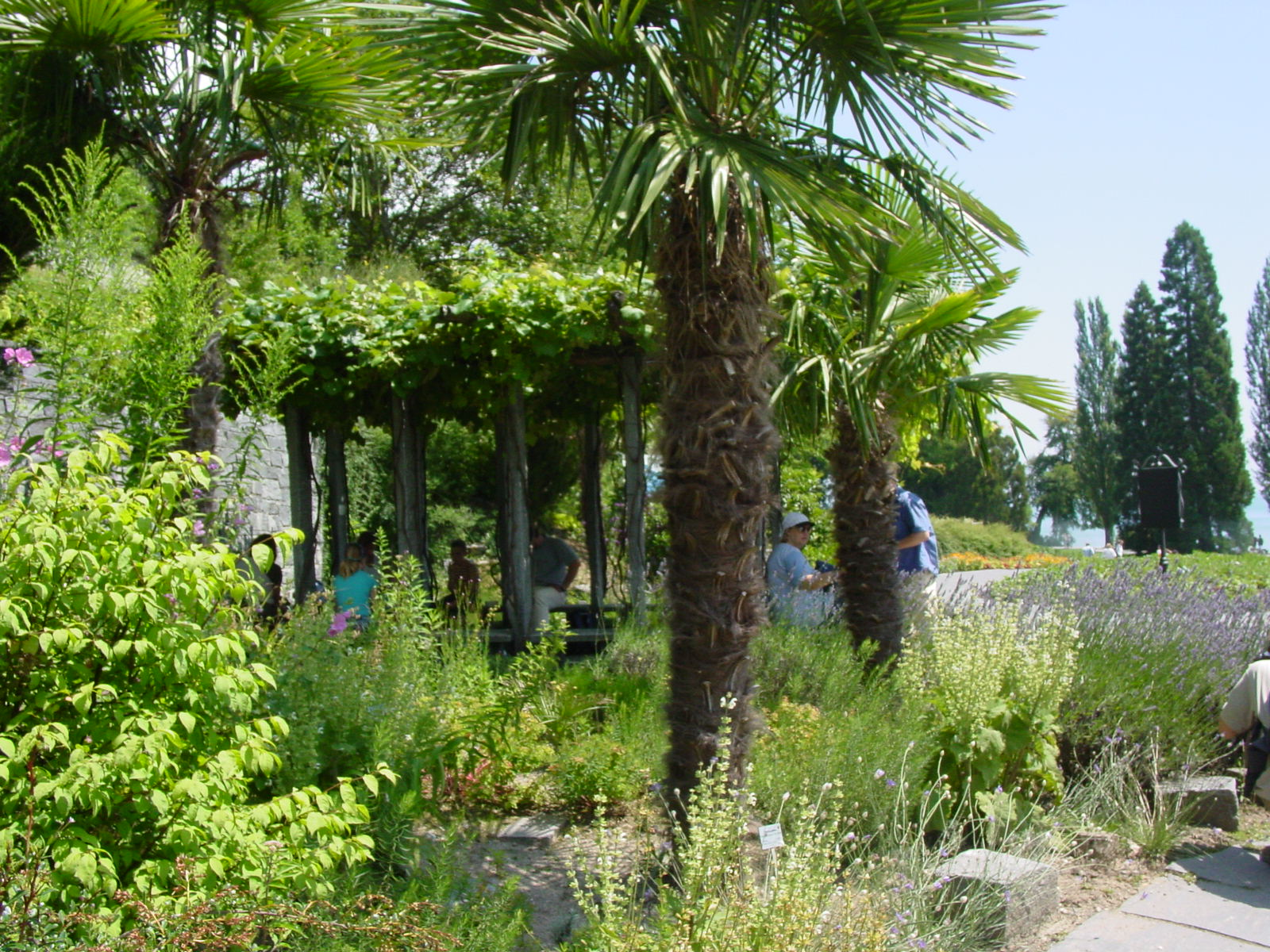
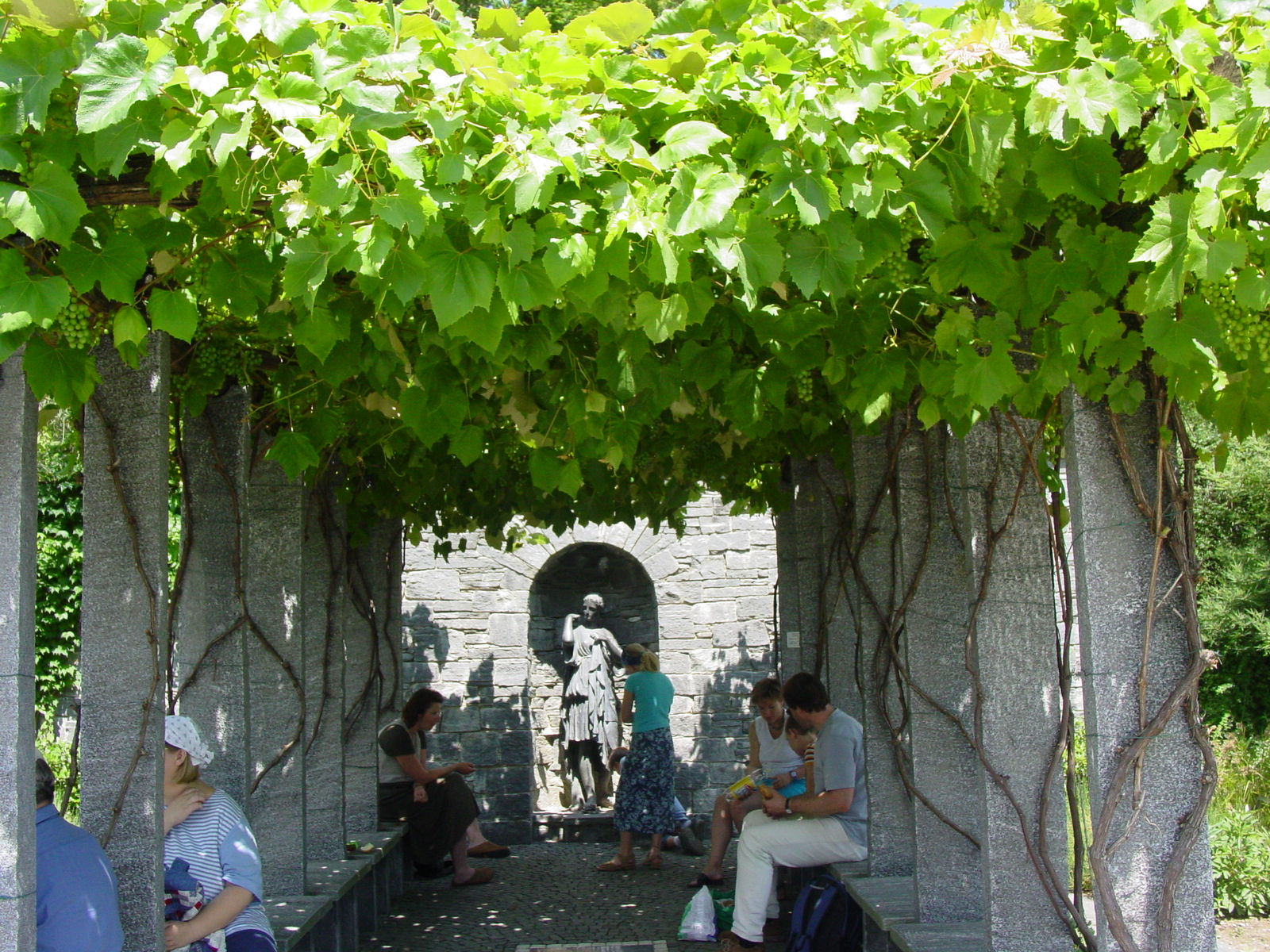
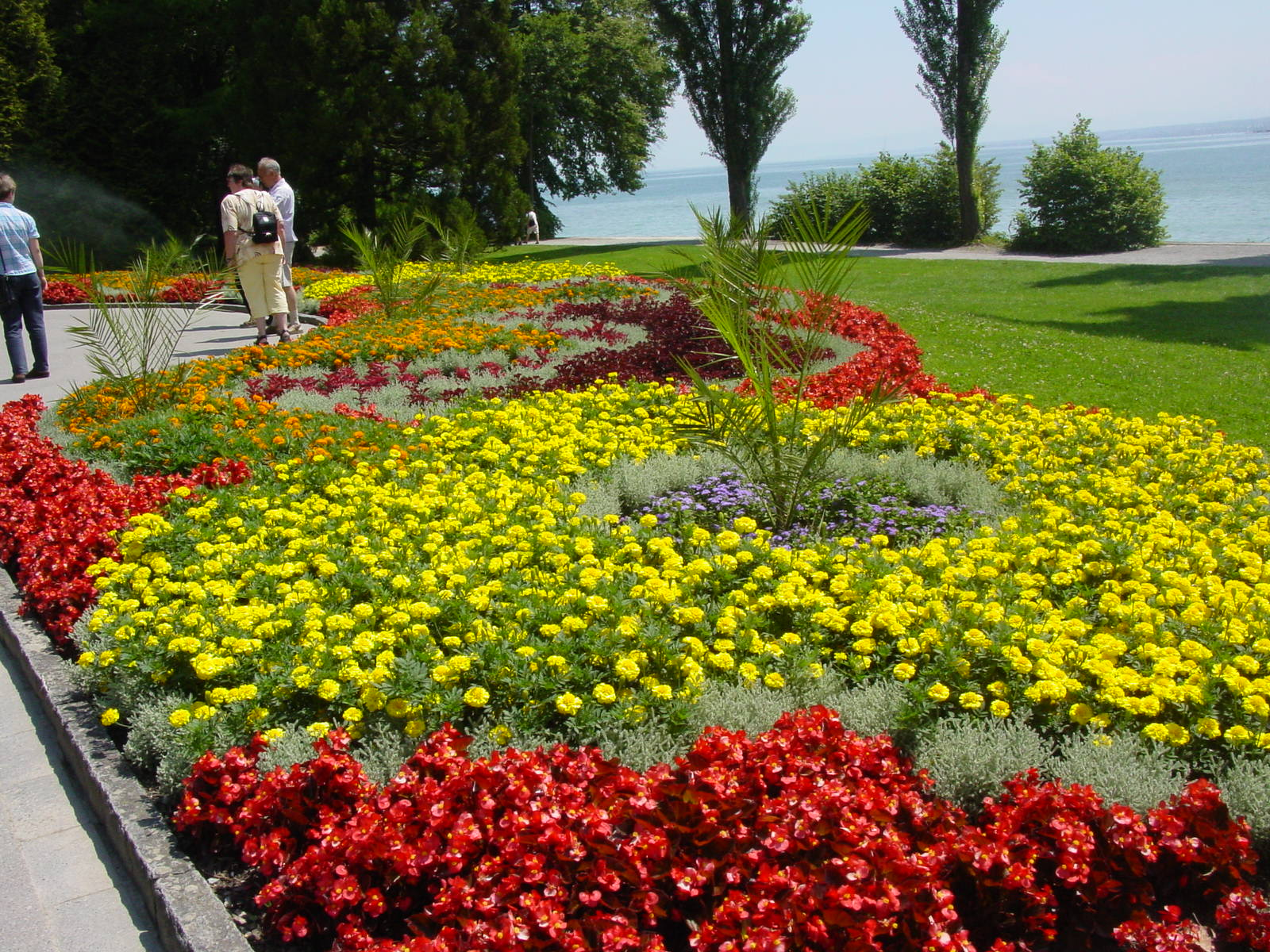
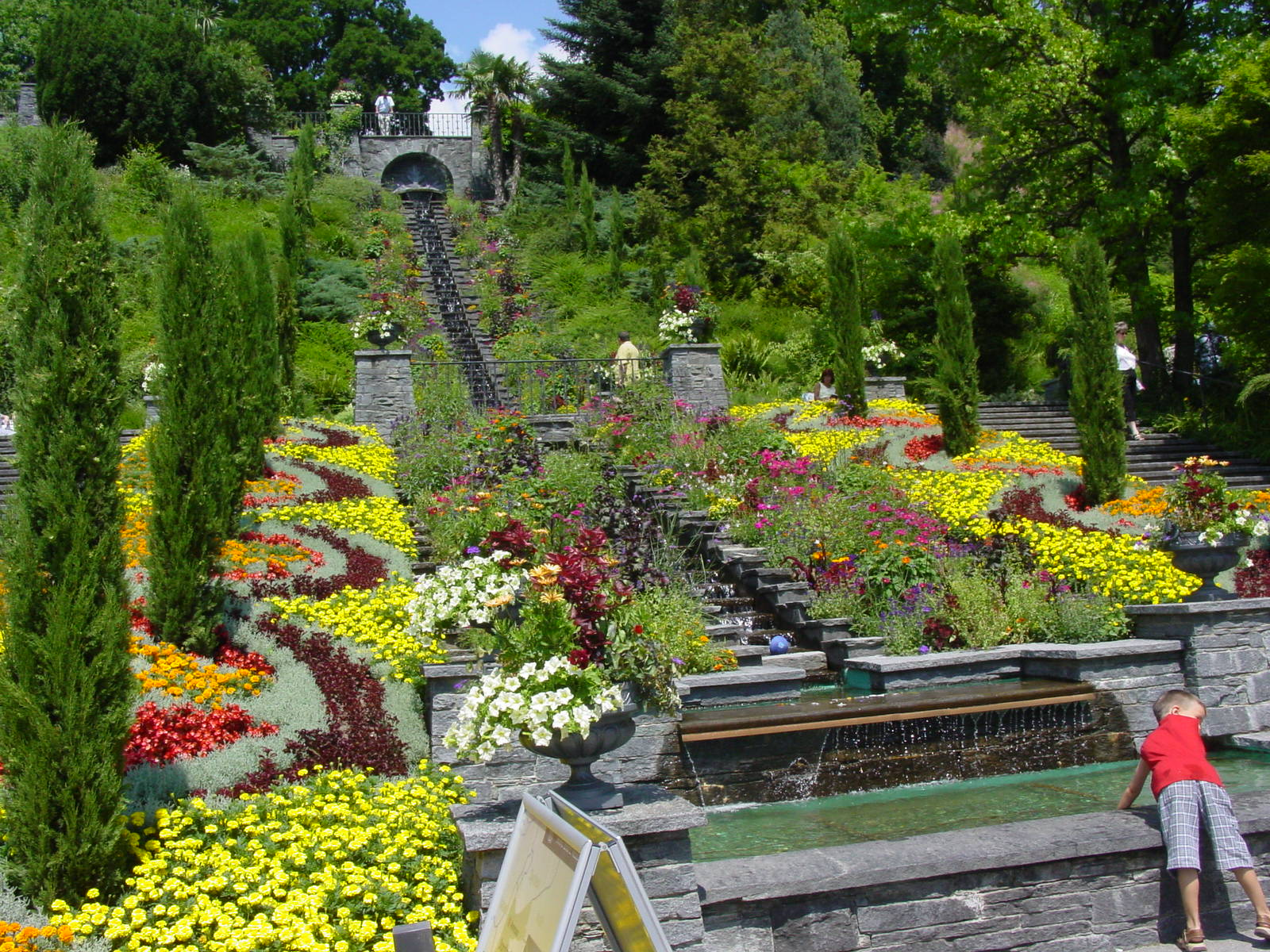
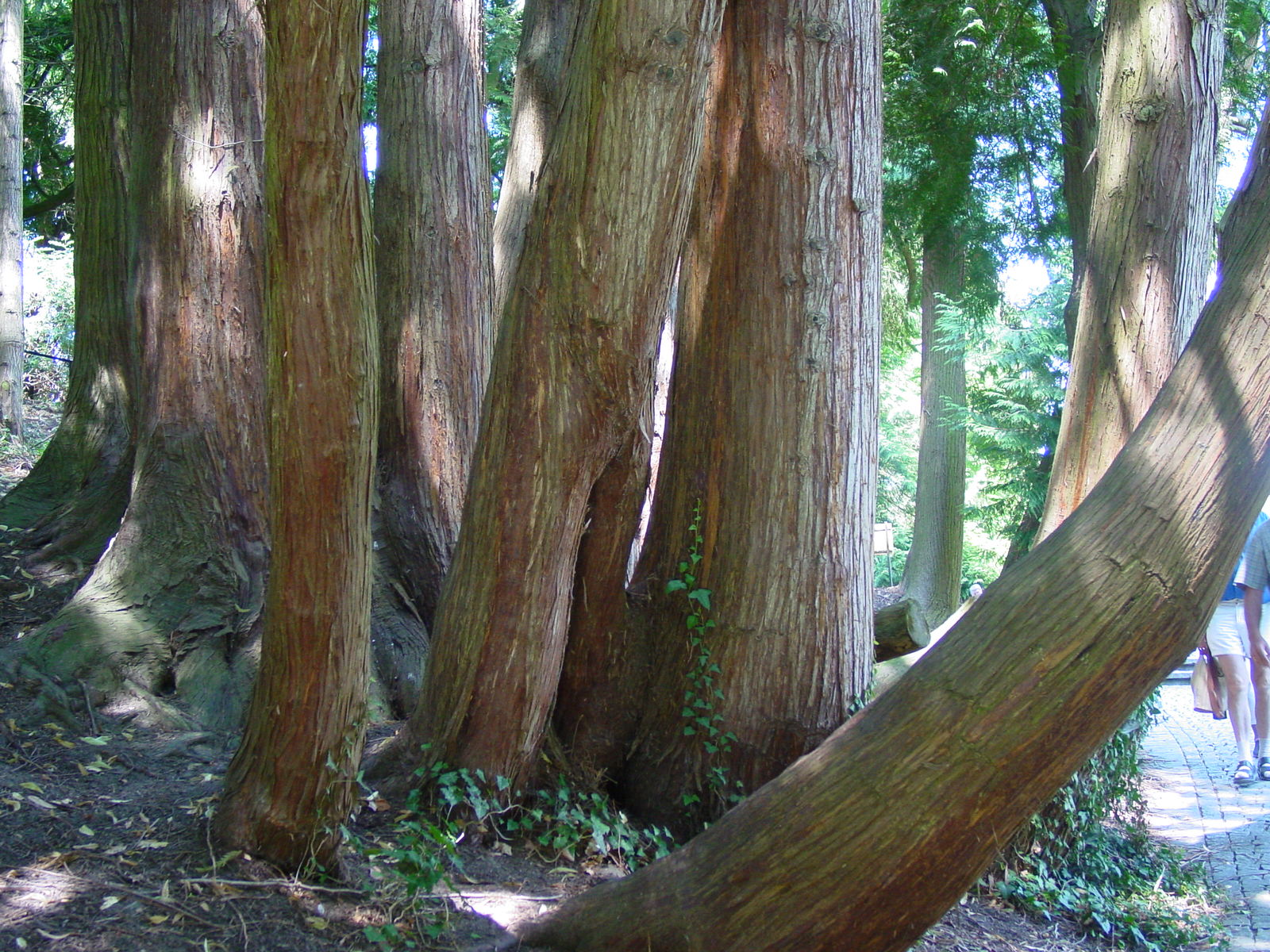
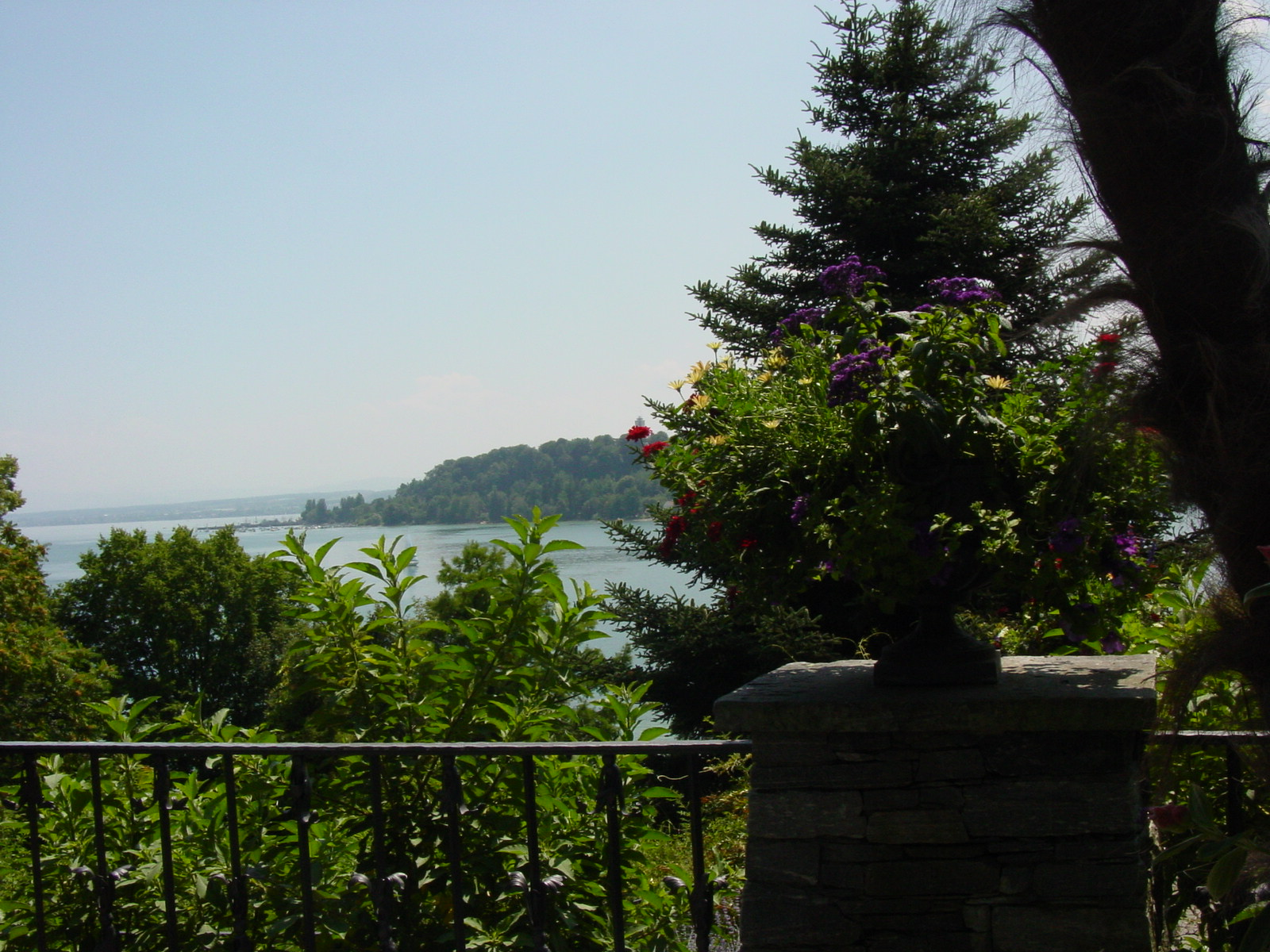
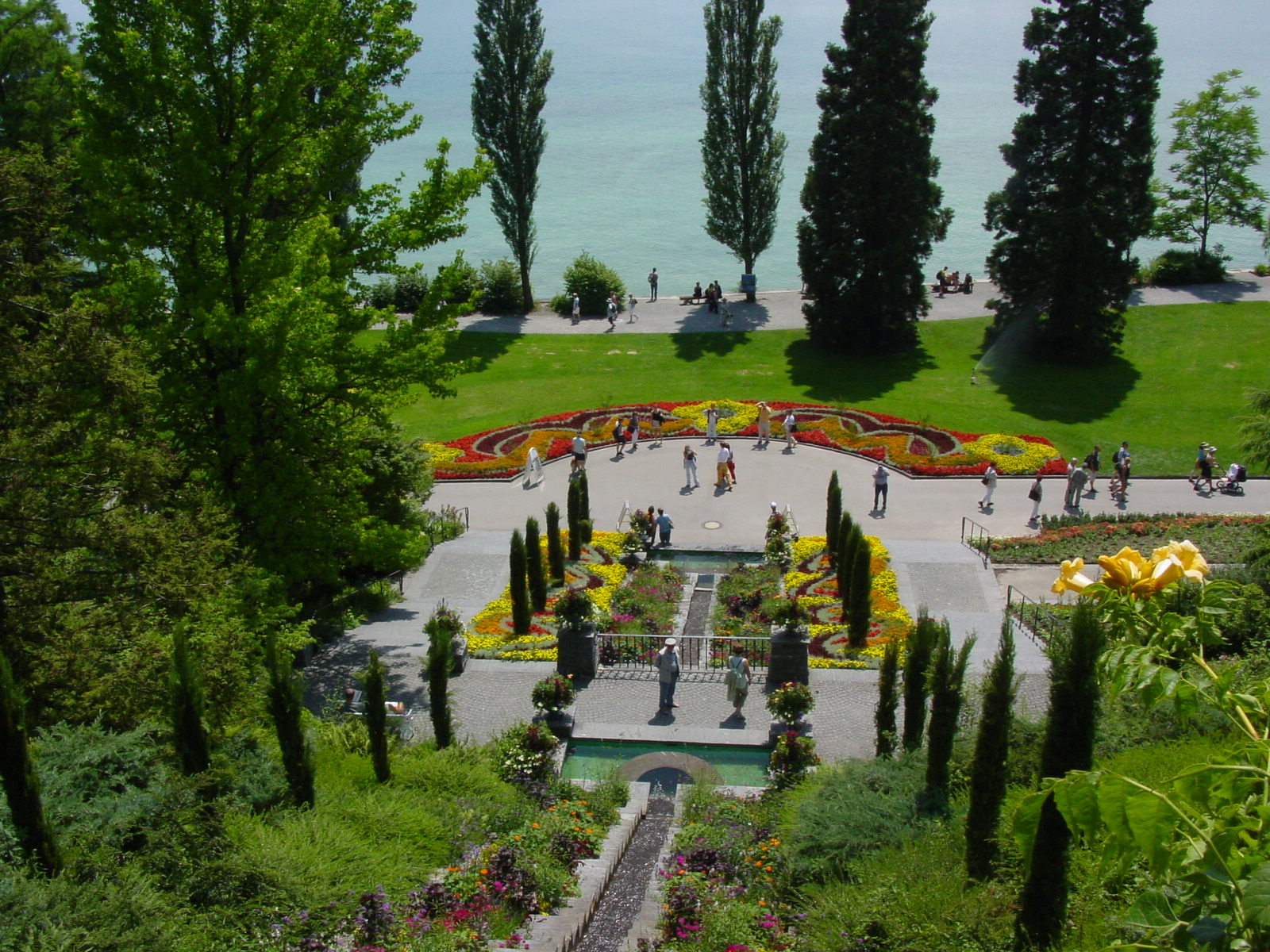
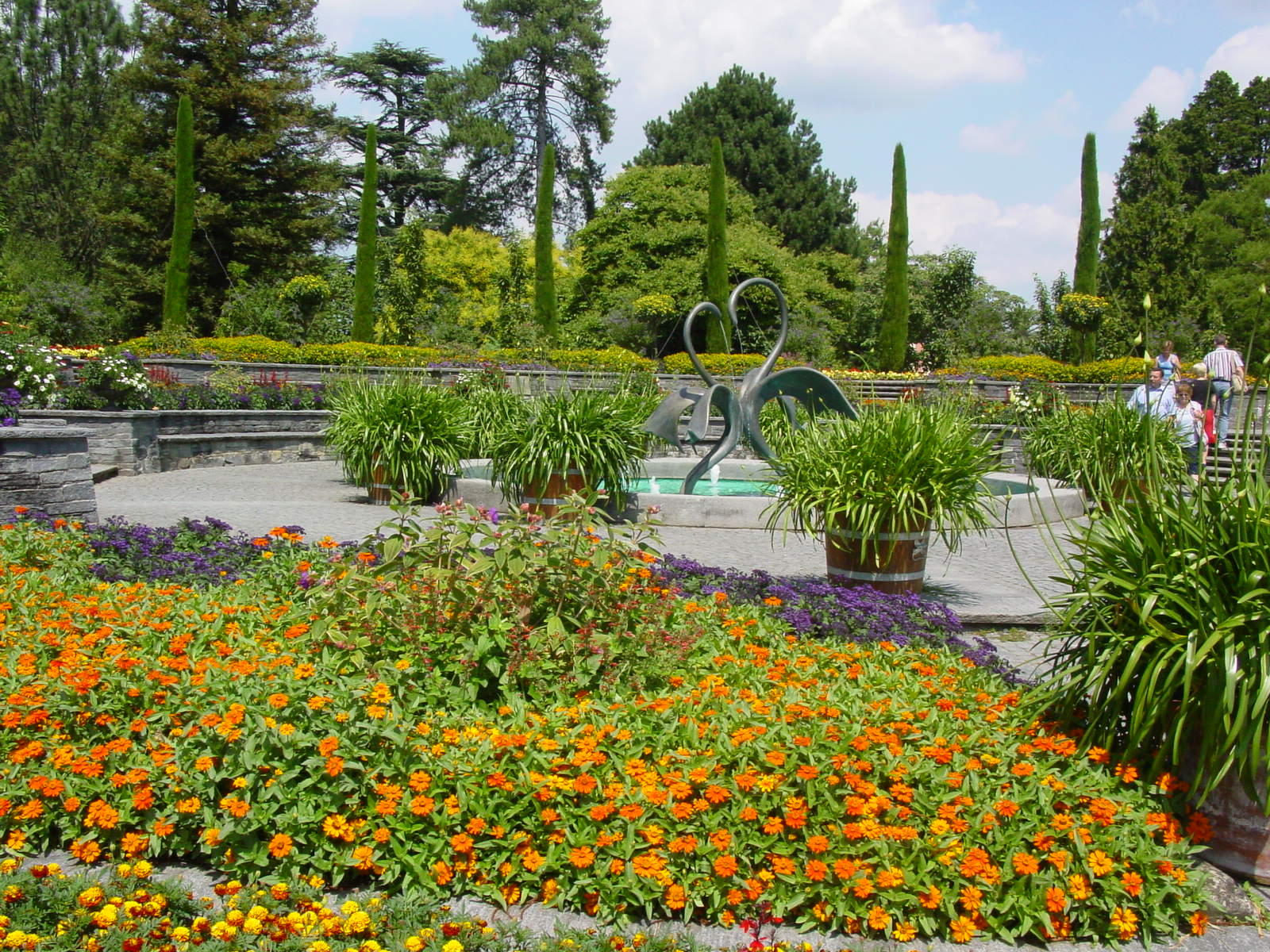
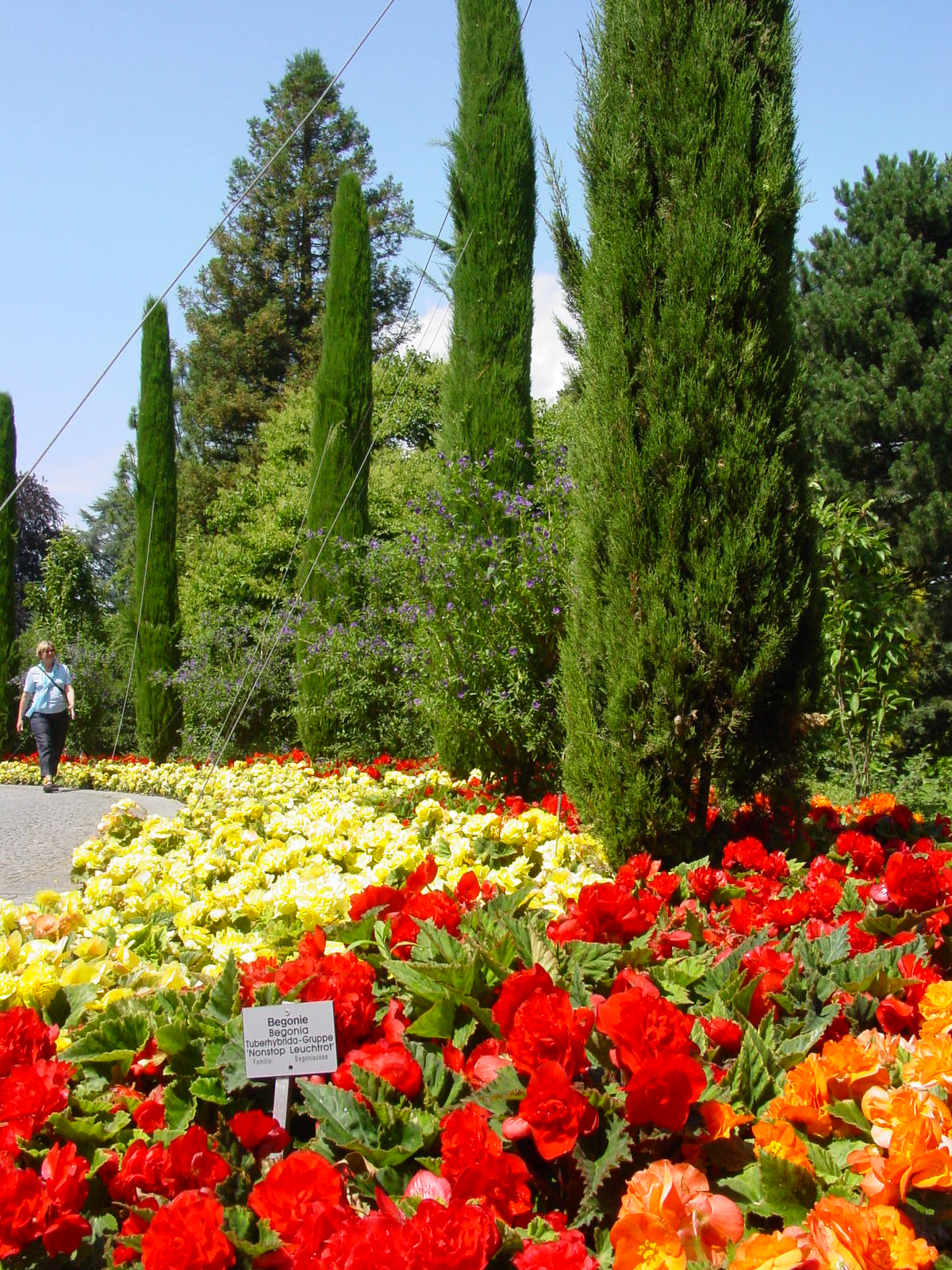
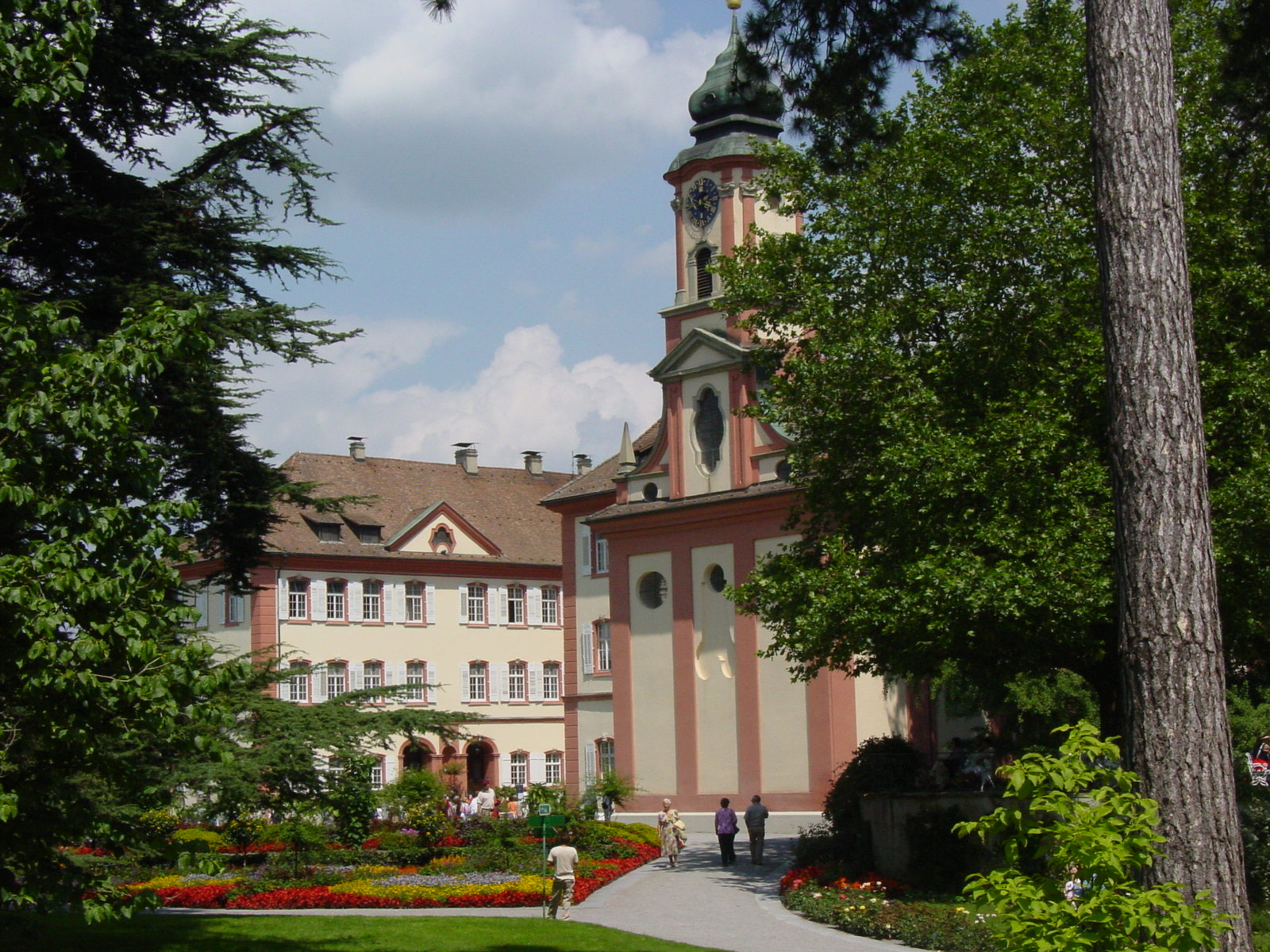
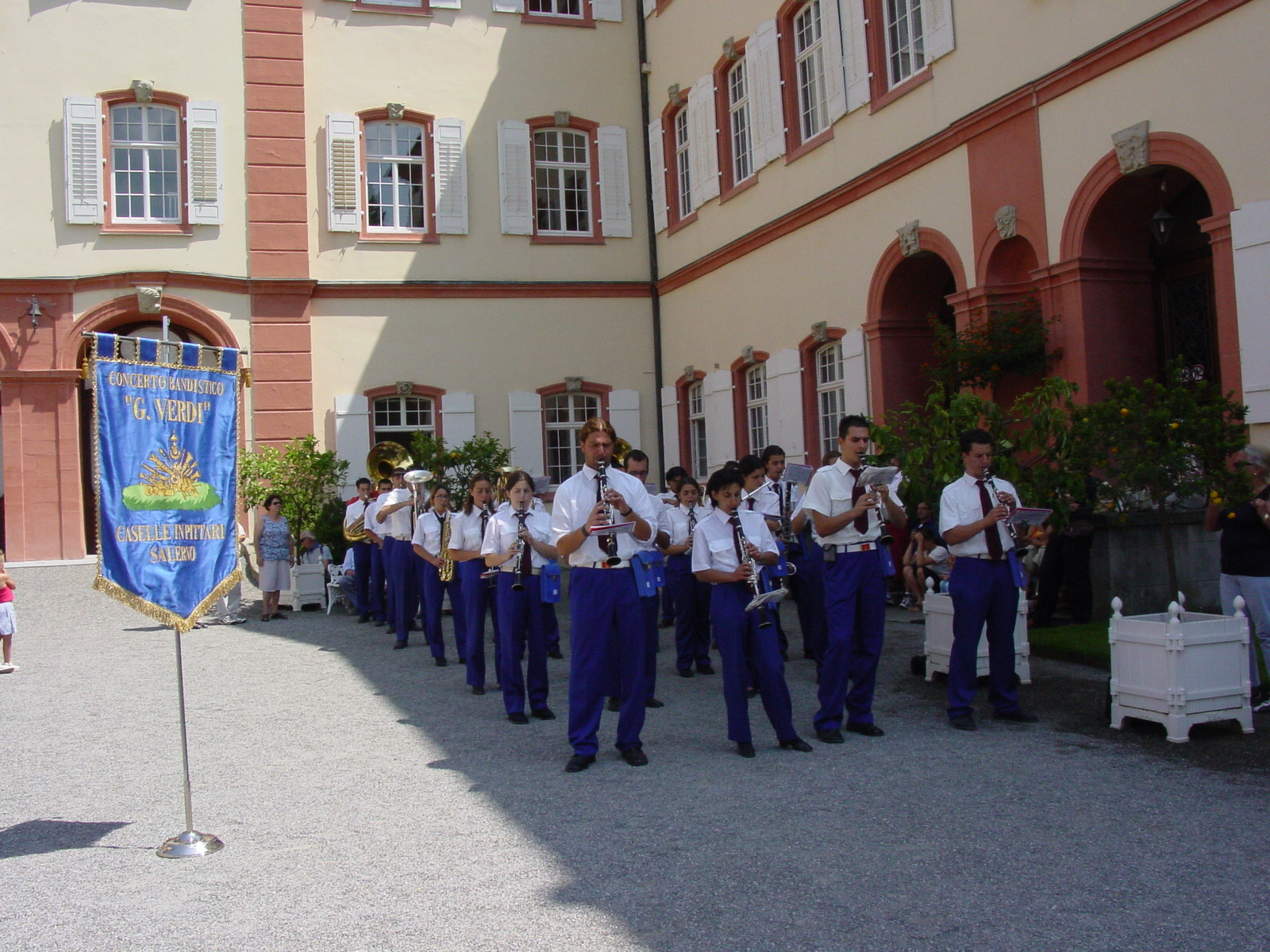
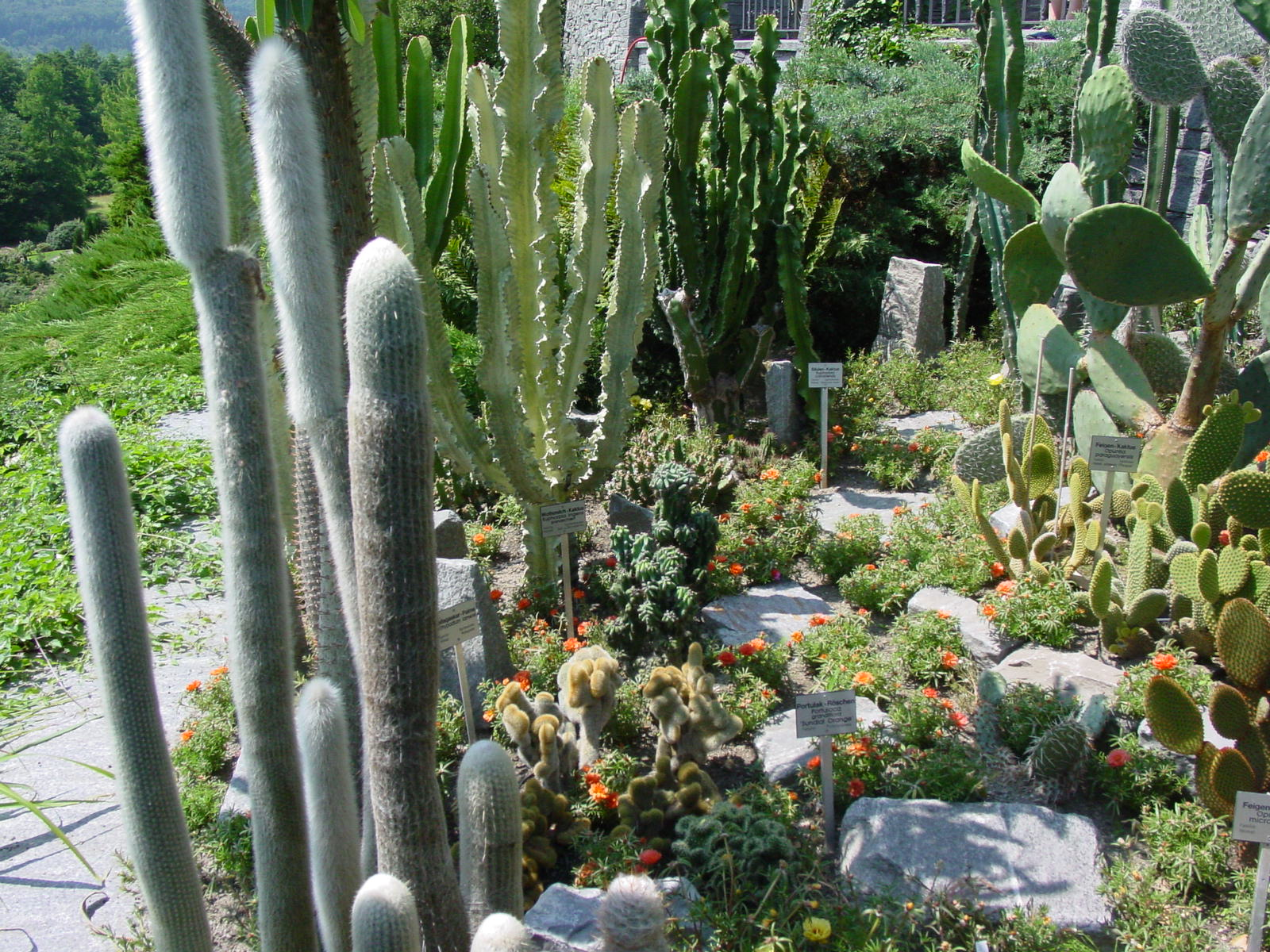
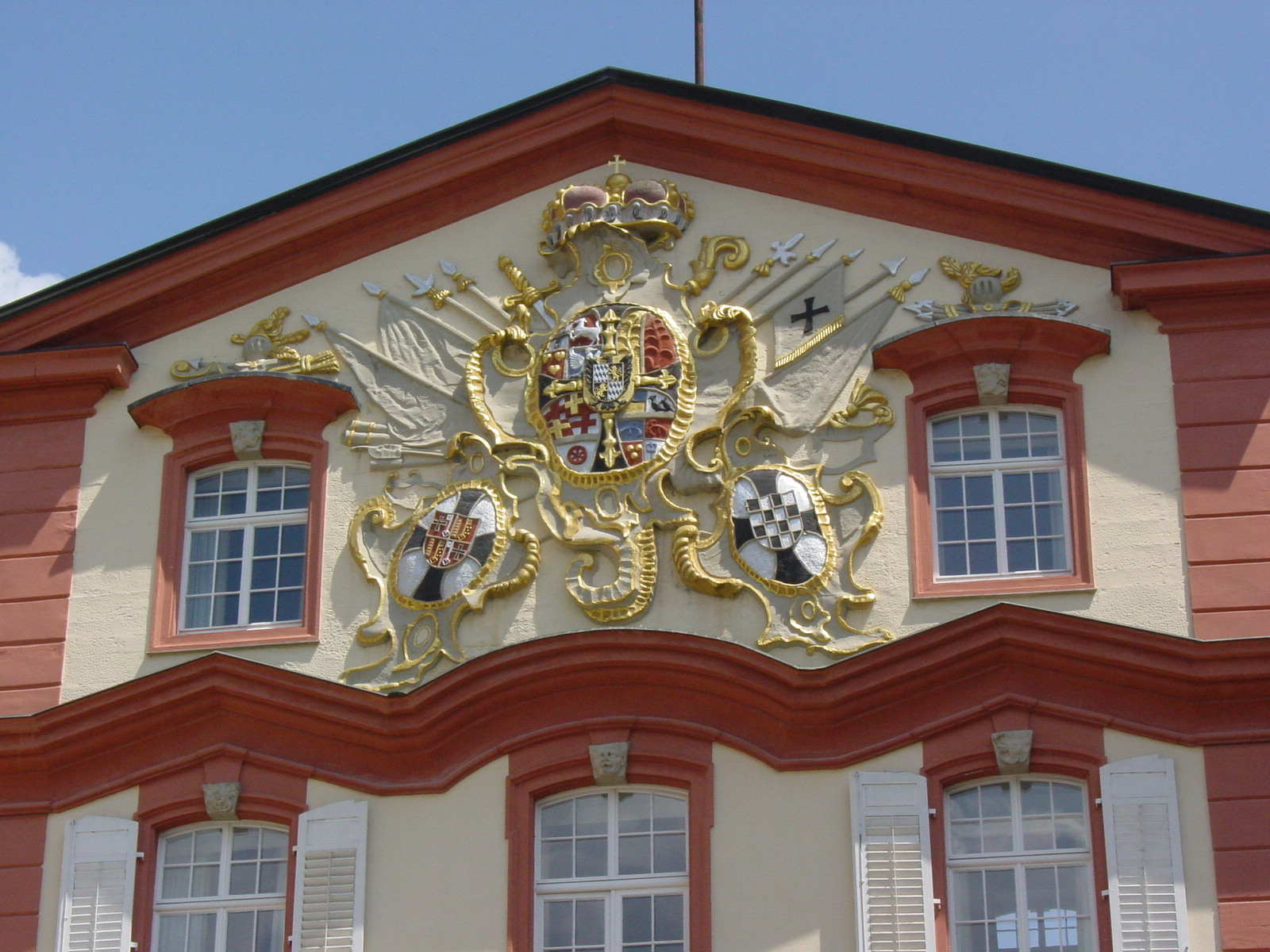